# Тремонт-Сіті (Огайо)
Тремонт-Сіті (англ. Tremont City) — селище (англ. village) в США, в окрузі Кларк штату Огайо. Населення — 352 особи (2020).

## Географія
Тремонт-Сіті розташований за координатами 40°0′58″ пн. ш. 83°50′32″ зх. д. / 40.01611° пн. ш. 83.84222° зх. д. (40.016003, -83.842304).  За даними Бюро перепису населення США в 2010 році селище мало площу 0,66 км², уся площа — суходіл.

## Демографія
Згідно з переписом 2010 року, у селищі мешкало 375 осіб у 151 домогосподарстві у складі 99 родин. Густота населення становила 565 осіб/км².  Було 166 помешкань (250/км²).
Расовий склад населення:
| - 98,9 % — білих - 0,3 % — чорних або афроамериканців - 0,3 % — азіатів |

До двох чи більше рас належало 0,3 %. Частка іспаномовних становила 1,6 % від усіх жителів.
За віковим діапазоном населення розподілялося таким чином: 20,8 % — особи молодші 18 років, 68,3 % — особи у віці 18—64 років, 10,9 % — особи у віці 65 років та старші. Медіана віку мешканця становила 39,4 року. На 100 осіб жіночої статі у селищі припадало 108,3 чоловіків;  на 100 жінок у віці від 18 років та старших — 104,8 чоловіків також старших 18 років.
Середній дохід на одне домашнє господарство  становив 54 948 доларів США (медіана — 46 875), а середній дохід на одну сім'ю — 69 562 долари (медіана — 62 500). Медіана доходів становила 49 643 долари для чоловіків та 49 375 доларів для жінок. За межею бідності перебувало 13,8 % осіб, у тому числі 21,2 % дітей у віці до 18 років та 0,0 % осіб у віці 65 років та старших.
Цивільне працевлаштоване населення становило 202 особи. Основні галузі зайнятості: освіта, охорона здоров'я та соціальна допомога — 22,8 %, виробництво — 20,3 %, роздрібна торгівля — 13,9 %, транспорт — 8,4 %.